# 貝尼克西拉
36°52′57″N 4°39′43″E / 36.88250°N 4.66194°E

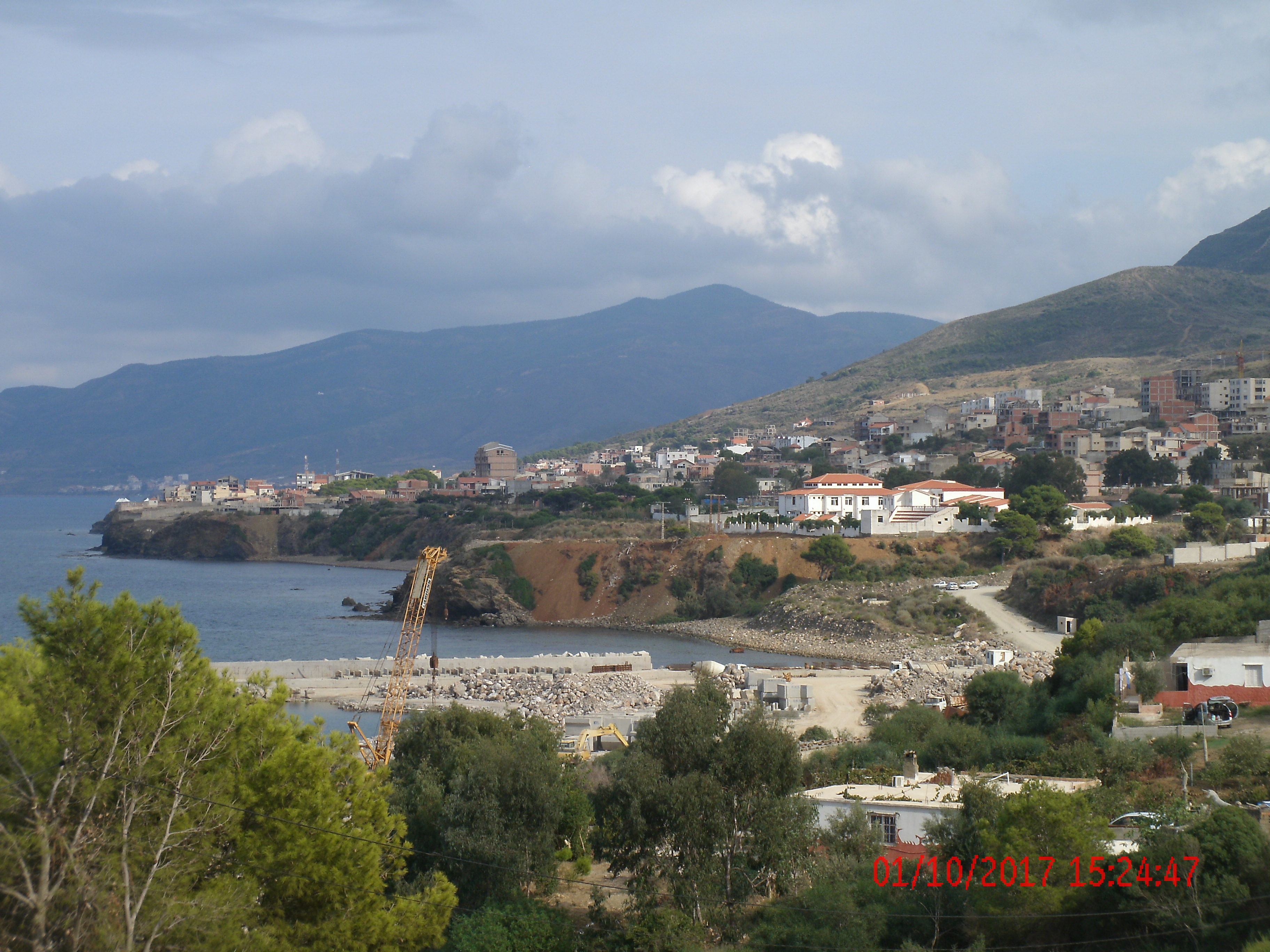
貝尼克西拉

貝尼克西拉（阿拉伯语：‎），是阿爾及利亞的城鎮，位於該國北部貝賈亞省，由阿代卡爾區負責管轄，面積184平方公里，2008年人口4,385，人口密度每平方公里24人。